# Putkamer (herb szlachecki)

Herb Putkamer II według oryginalnej informacji Dachnowskiego

Herb Putkamer II według Ostrowskiego

Putkamer (Podkamer, Puttkamer, Puttkammer, błędnie Bradacice albo Oksza odmienny) – herb szlachecki używany przez rodzinę pochodzącą z Pomorza. Herb własny rodziny Putkamerów. Putkamerowie mieli dewizę herbową Artificiosa non durant – To, co sztuczne, nie przetrwa.

## Opis herbu
Znanych jest wiele wariantów tego herbu. Opisy zgodnie z klasycznymi zasadami blazonowania.
Putkamer I (Podkamer I, Puttkamer): W polu błękitnym rybogryf czerwony z ogonem rybim srebrnym. Klejnot: nad hełmem bez korony dwie oksze srebrne na złotych styliskach, w wachlarz, z pasem złotym za nimi i takąż krokwią na nich, na której trzy pióra strusie: czerwone, srebrne, czerwone. Labry: błękitne, podbite srebrem. Herb bywał także przedstawiany w lekko różniących się wersjach: z gryfem w koronie z łapami złotymi i czarnymi, w koronie na hełmie, z okszami błękitnymi, labrami z wierzchem błękitno-czerwonym, krokwią i styliskami czerwonymi, piórami strusimi tylko srebrnymi lub błękitnymi, srebrnym i czerwonym.
Putkamer Ia (Puttkamer): W polu czerwonym rybogryf czarny z nogami złotymi i w koronie złotej z ogonem rybim srebrnym. Klejnot: nad hełmem w koronie dwie oksze srebrne na czerwonych styliskach, w wachlarz, pomiędzy nimi trzy pióra strusie i pas czerwony przepleciony między nimi. Labry: czerwone, podbite srebrem.
Putkamer Ib (Puttkammer): W polu błękitnym rybogryf czerwony z ogonem rybim srebrnym i w koronie czerwonej. Klejnot: nad hełmem w koronie pomiędzy dwoma rogami bawolimi czarnymi dwie oksze srebrne na styliskach złotych, skrzyżowane, z trzema piórami strusimi na skrzyżowaniu. Herb okryty (bezpodstawnie) jakby płaszczem książęcym, zwieszającym się z korony na hełmie.
Putkamer Baron I (Podkamer III Baron, Podkamer V, Puttkamer, Putkamer I odmienny): W polu błękitnym rybogryf czerwony z ogonem rybim srebrnym i w koronie czerwonej. Nad tarczą dwa hełmy w koronach, na których wsparty wspólny klejnot: dwie oksze srebrne na złotych styliskach, w wachlarz, z pasem złotym za nimi i takąż krokwią na nich, na której trzy pióra strusie: błękitne, srebrne, czerwone. Labry: błękitne i czerwone, podbite srebrem.
Putkamer Baron II (Podkamer III Baron, Puttkamer, Putkamer I odmienny): W polu błękitnym rybogryf czerwony z ogonem rybim srebrnym. Klejnot: nad hełmem w koronie dwie oksze srebrne na złotych styliskach, w wachlarz, z takąż krokwią za nimi, na której trzy pióra strusie: błękitne, srebrne, czerwone. Labry: błękitne i czerwone, podbite srebrem.
Putkamer II (Podkamer, Puttkamer, Bradacice albo Oksza odmienny): W polu srebrnym trzy toporki czerwone w lewo (2 i 1). Klejnot: nad hełmem w zawoju czerwono-srebrnym smok skrzydlaty (zielony?). U Ostrowskiego toporki ustawione są w prawo, barwa pola i godeł są zamienione, zaś w miejsce smoka znajduje się pół gryfa.

## Najwcześniejsze wzmianki
Herb prawdopodobnie wywodzi się ze starszego herbu Święców, znanego z XIV wieku. Przemawia za tym kształt herbu oraz fakt, że Putkamerowie wywodzą się z kręgu rodowego Święców. Właściwy herb Putkamerów pojawił się po raz pierwszy na pieczęci Hansa Puttkammera z 1546 roku, ale pozbawiony był tam jeszcze klejnotu. Z klejnotem po raz pierwszy herb pojawił się na mapie Pomorza Lubinusa z 1618 roku. Herb z gryfem w koronie, zwróconym w lewo oraz z okszami błękitnymi i piórami strusimi srebrnymi przedstawiony został w tzw. „Starym” herbarzu Siebmachera z połowy XVII wieku. Do późniejszych źródeł wymieniających ten herb (w wersjach różniących się szczegółami) należą herbarze Bagmihla (Pommersches Wappenbuch, 1847), jedno z „Nowych” wydań Siebmachera (Der Adel des Königreichs Preußen, 1906), oraz, jako jedyne ze źródeł polskich (posiłkujące się jednak „Nowym Siebmacherem”), herbarz Ostrowskiego (Księga herbowa rodów polskich, 1897, 1906).
Wariant herbu opisany jako Ia znany jest z tablicy epitafijnej z 1705 roku poświęconej Ewaldowi von Puttkamer i Weronice Marii von Below, w kościele w Damnie. Wariant oznaczony jako Ib pochodzi z XIX-wiecznej pieczęci sądu patrymonialnego Putkamerów w Przyborzu w ziemi bytowskiej.
Członkowie rodu otrzymywali także tytuły arystokratyczne, co owocowało powstaniem odmian udostojnionych. Putkamer Baron I to herb nadany wraz z tytułem barona dla pułkownika i książęcego radcy Krzysztofa-Henryka Putkamera w Kurlandii 13 października 1682. Putkamer Baron II został nadany z pruskim tytułem baronowskim (Freiherr) Martinowi Antonowi von Puttkamer 30 sierpnia 1737. Obie odmiany herbu zna herbarz Bagmihla oraz Ostrowskiego, ale ten drugi podaje błędne informacje o datach nadania poszczególnych tytułów. Pierwszy z tych herbów wymienia także herbarz Klingspora (Baltisches Wappenbuch, 1882).
Herb Putkamer II jest najprawdopodobniej błędną wizualizacją właściwego herbu Putkamerów. W formie takiej zapewne nie był nigdy używany. Jego opis i wizerunek podaje Jan Karol Dachnowski (Herbarz szlachty Prus Królewskich, ok. 1620). Herb ten Dachnowski miał widzieć na tumbie głównego ołtarza kościoła w Starogardzie. Informację o tym herbie (ale bez barw) powtórzył Kasper Niesiecki (Korona polska, 1728), który także uznało go za odmianę czeskiego herbu Bradacice. Niesiecki dodatkowo podał alternatywny opis herbu, gdzie jakby w tarczy umieszczone zostały elementy klejnotu właściwego herbu Putkamerów. Ta ostatnia informacja zakorzeniła się na tyle, że niektórzy członkowie rodu przyznawali się do pokrewieństwa z czeską szlachtą. Herb ten jako Putkamer II przytoczył Juliusz Karol Ostrowski, ale znacznie go przekształcił w stosunku do pierwotnego opisu.
Gałęzie rodziny Putkamerów, lub też inne rodziny wywodzące się z kręgu rodowego Święców pieczętowały się zazwyczaj podobnymi herbami. Zaliczyć tutaj można rodziny Górka oraz Reksin. Z Putkamerów osiadłych we wsi Kleszczyniec wywodzi się rodzina Kleszczyńskich, którzy otrzymali w 1685 roku polski indygenat i nowy herb, nawiązujący do herbu Putkamerów.

## Herbowni
Jako herb własny herb ten przysługiwał tylko rodzinie Putkamer (Podkamer, Potkomer, Potkommer, Putkammer, Putkumer, Putkumor, Puttkamer, Pudhammer).